# Chiautla (Estado de México)
Chiautla es una localidad del Estado de México, es cabecera del Municipio de Chiautla. En el censo de 2020 estaba poblada por 10 810 habitantes.

## Historia
La población fue fundada en el siglo XII por el pueblo tolteca, posteriormente fue integrada al señorío de Texcoco. El 2 de marzo de 1824 se establece el Municipio de Chiautla, con cabecera en la localidad homónima.